# Lucugnano
Lucugnano è una frazione di 1 744 abitanti del comune di Tricase in provincia di Lecce. È situata a ovest del capoluogo comunale, da cui dista 4 km.

## Geografia fisica
L'abitato di Lucugnano, situato a 104 m s.l.m., occupa la porzione occidentale del territorio del comune di Tricase. Sorge su una vasta piana, intervallata da leggere ondulazioni isolate, compresa tra due modesti rilievi delle serre salentine. Il terreno è caratterizzato da sedimento argilloso che si trovava a circa 1,5 - 2 metri al di sotto di una crosta sabbioso-calcarenitica. I depositi argillosi di Lucugnano sono riferibili alla cosiddetta formazione di Gallipoli, del Pliocene superiore.

## Origini del nome
Il toponimo potrebbe essere un prediale e derivare dal gentilizio romano Lucullus. Tradizionalmente lo si fa derivare dal latino Lucus Jani, riferito a un bosco dedicato al dio Giano. Il lucus in latino era il bosco sacro. Questa ipotesi è avvalorata dalla presenza in passato di una vastissima area boschiva, il Bosco Belvedere.

## Storia
Le prime notizie che documentano l'esistenza di un casale risalgono al 1092, quando il conte normanno Goffredo ne fece donazione ai monaci Basiliani e forse a Nardò. Un documento del 1316, conservato nell'Archivio di Stato di Napoli, riporta il nome Casali Cuniano, di proprietà della famiglia feudataria De Cuniano. Nel 1358 passò ai Capece, nel 1604 ai Trane e intorno al 1660 agli Alfarano-Capece, ultimi feudatari.
Con la fine del potere feudale, il paese venne affidato alla giurisdizione del comune di Tricase. Tra il 1855 e il 1874 fu amministrato dal comune di Specchia.

## Monumenti e luoghi d'interesse

### Architetture religiose

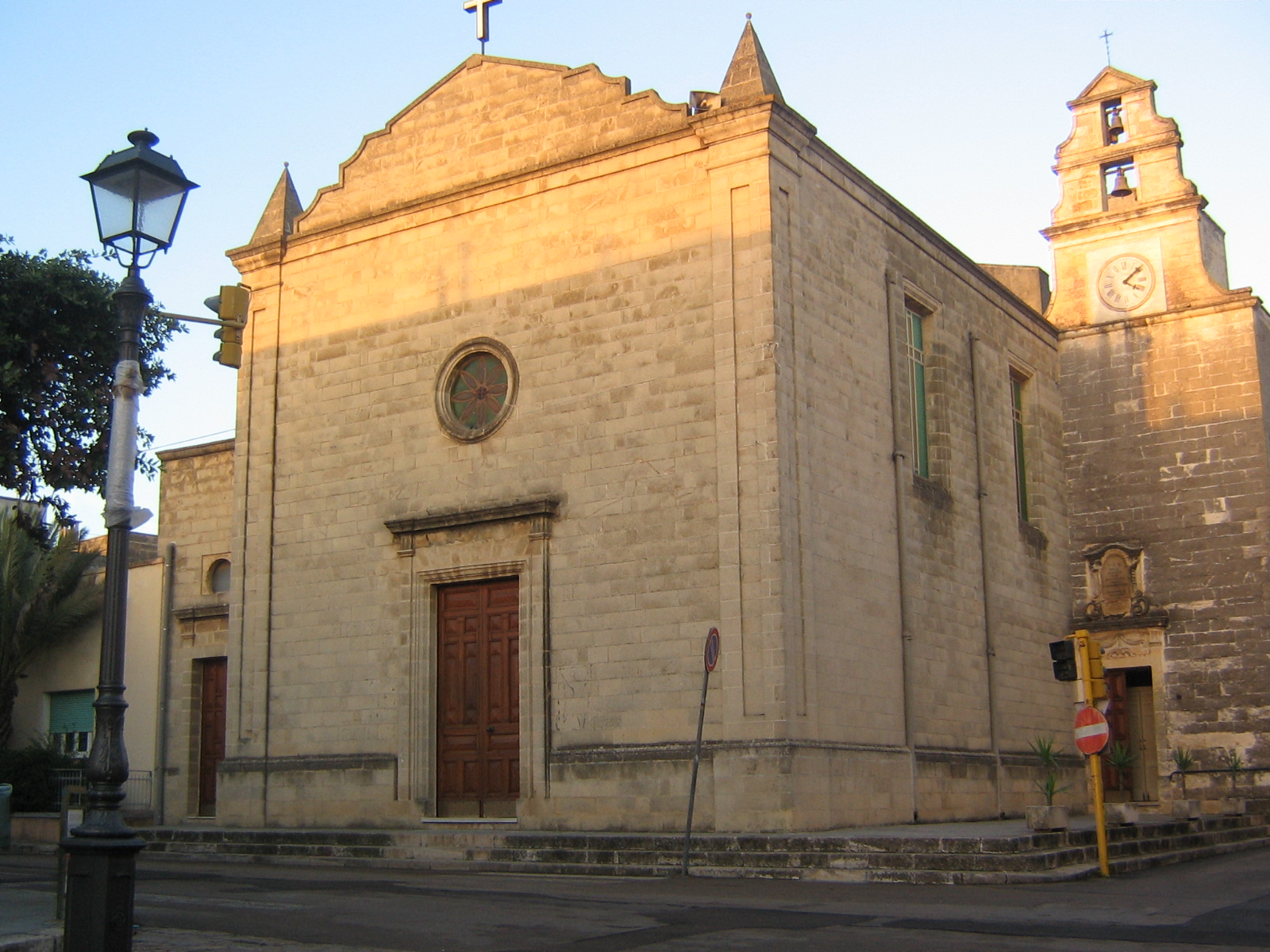
Chiesa di Maria Santissima Assunta in Cielo

- Chiesa di Maria Santissima Assunta in Cielo, è il risultato di ampliamenti e ricostruzioni effettuate nel corso dei secoli; non si hanno notizie certe sulla sua data di fondazione ma da fonti di archivio si apprende che subì la prima trasformazione nel 1609, poi venne ampliata nel 1814 e restaurata nel 1905. Ulteriori interventi furono eseguiti fino agli anni ottanta del Novecento. L'interno, con pianta a croce latina a navata unica, accoglie sei altari laterali, in alcuni casi precedenti al primo rifacimento del XVII secolo. Gli altari sono decorati da tele di epoca diversa, fino all'ultima realizzata nel 1849 per volere di Basilio Errico che commissionò anche l'altare maggiore[4].
- Chiesa della Madonna Addolorata, completata nel 1763, come ricorda la data incisa sulla facciata e all'interno, fu aperta al culto nell'aprile del 1764. La chiesa, elevata a Santuario, presenta un semplice prospetto caratterizzato da due nicchie vuote che affiancano il portale d'ingresso. Termina con un piccolo coronamento mistilineo e due acroteri alle estremità laterali. L'interno, ad aula quadrangolare, ospita un unico altare in pietra leccese sovrastato dalla pala raffigurante la Vergine Addolorata. Sulla parete destra è custodita la statua in cartapesta dell'Addolorata, riparata da uno stipo ligneo. Sulla stessa parete è posizionato un quadro rettangolare che celebra il miracolo della riapertura della chiesa nel 1788. Nel 1770, infatti, l'edificio fu chiuso per ordine del re Ferdinando IV in seguito alla manifestazione di eventi prodigiosi[5].

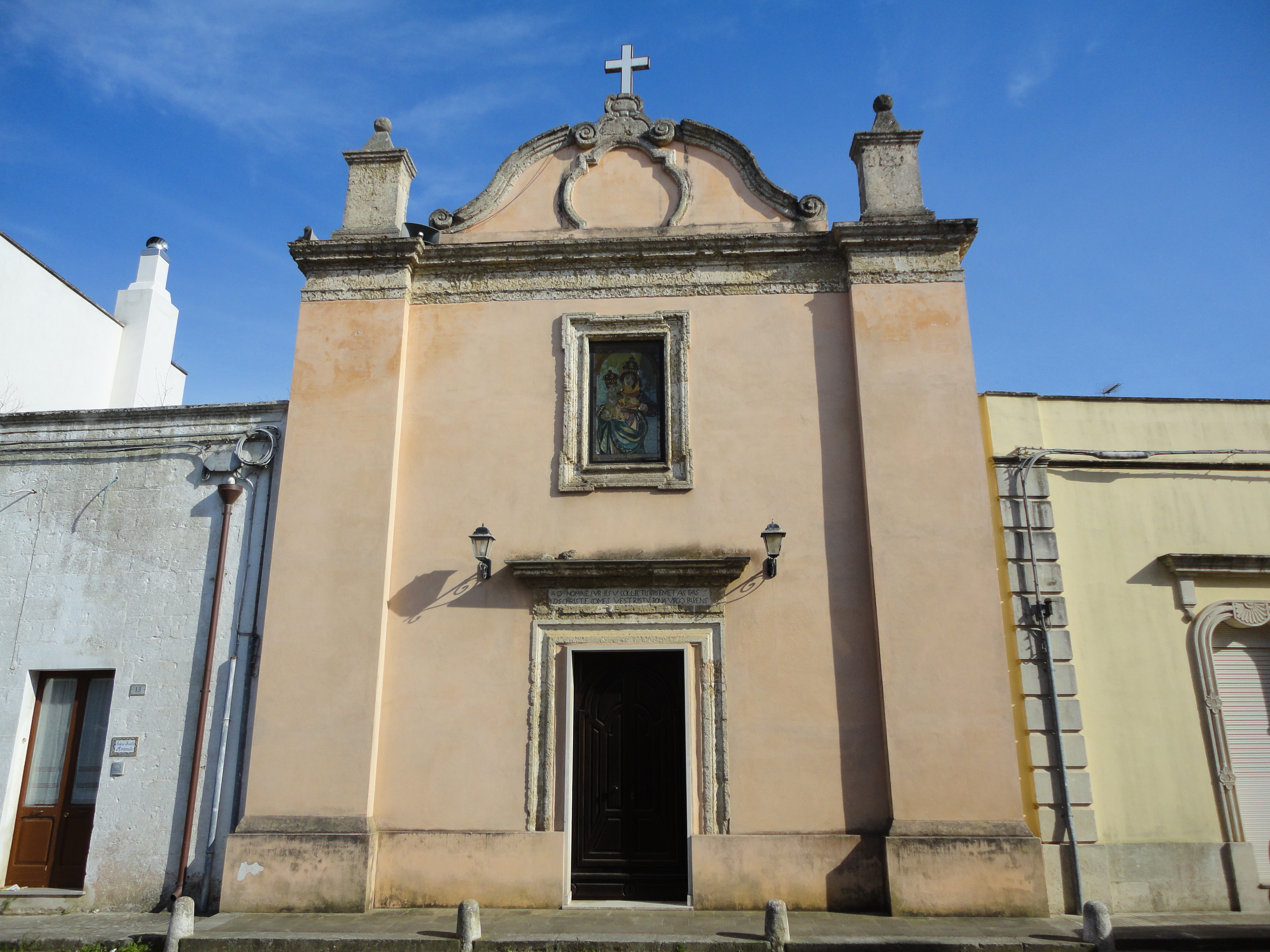
Chiesa di Santa Maria delle Grazie

- Chiesa di Santa Maria delle Grazie, è databile al 1725, come attesta l'iscrizione sull'architrave del portale d'ingresso. La facciata è inquadrata da due paraste angolari che sostengono una cornice su cui si imposta il coronamento mistilineo. L'interno, a navata unica divisa in due campate con abside rettangolare, accoglie l'altare maggiore in pietra dedicato alla Madonna delle Grazie.

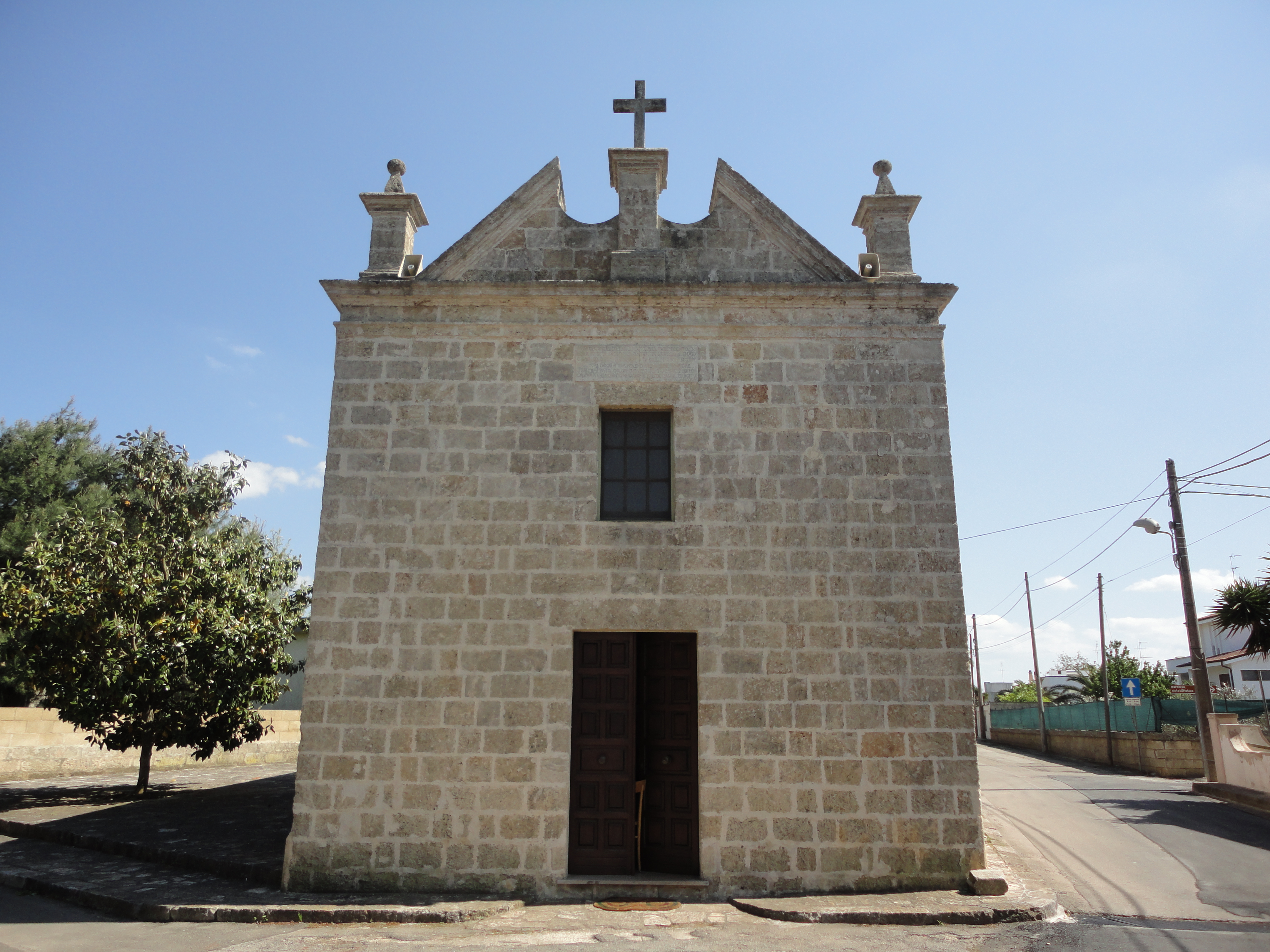
Chiesa di Santa Croce

- Chiesa di San Giuseppe, costruita nel 1783 in stile tardo barocco, è la cappella gentilizia dell'attiguo Palazzo Cortese. Presenta una singolare facciata concava su due ordini, coronati da un doppio sistema di volute. Sull'architrave del portale è scolpito lo stemma della famiglia proprietaria. L'interno si compone di un unico ambiente con volta a cupola, separato dall'abside semicircolare da una balaustra e dall'altare in marmi policromi del 1785. Sulla parete di fondo campeggia la tela della Sacra Famiglia[6].
- Chiesa di Santa Croce, fu edificata nel 1710 e conserva un barocco altare maggiore del 1752. L'altare, decorato con putti e motivi floreali, accoglie una pala raffigurante la Pietà.
- Chiesa di San Francesco Saverio, risale al 1719 e fu chiusa al culto per oltre un secolo. Restaurata nei primi anni del XXI secolo, non conserva nulla degli arredi originali. Sulla parete absidale è posizionata una recente tela raffigurante San Francesco Saverio.
- Chiesa di San Rocco, ricostruita sul sito della precedente nel 1969.

### Architetture civili
- Palazzo Comi, fu edificato intorno alla metà del XIX secolo dall'omonima famiglia baronale. Appartenne fino al 1961 al poeta Girolamo Comi, che a causa di difficoltà economiche lo vendette alla provincia di Lecce per destinarlo a pubblica biblioteca. L'edificio, dalla facciata di gusto neoclassico, si compone di due livelli e ospita la Biblioteca Provinciale "Girolamo Comi", nonché la Biblioteca "Antonio Fuortes",  al pian terreno, e il "Museo Comi", al primo piano, nel quale sono conservati il patrimonio librario e gli scritti del poeta.

### Architetture militari

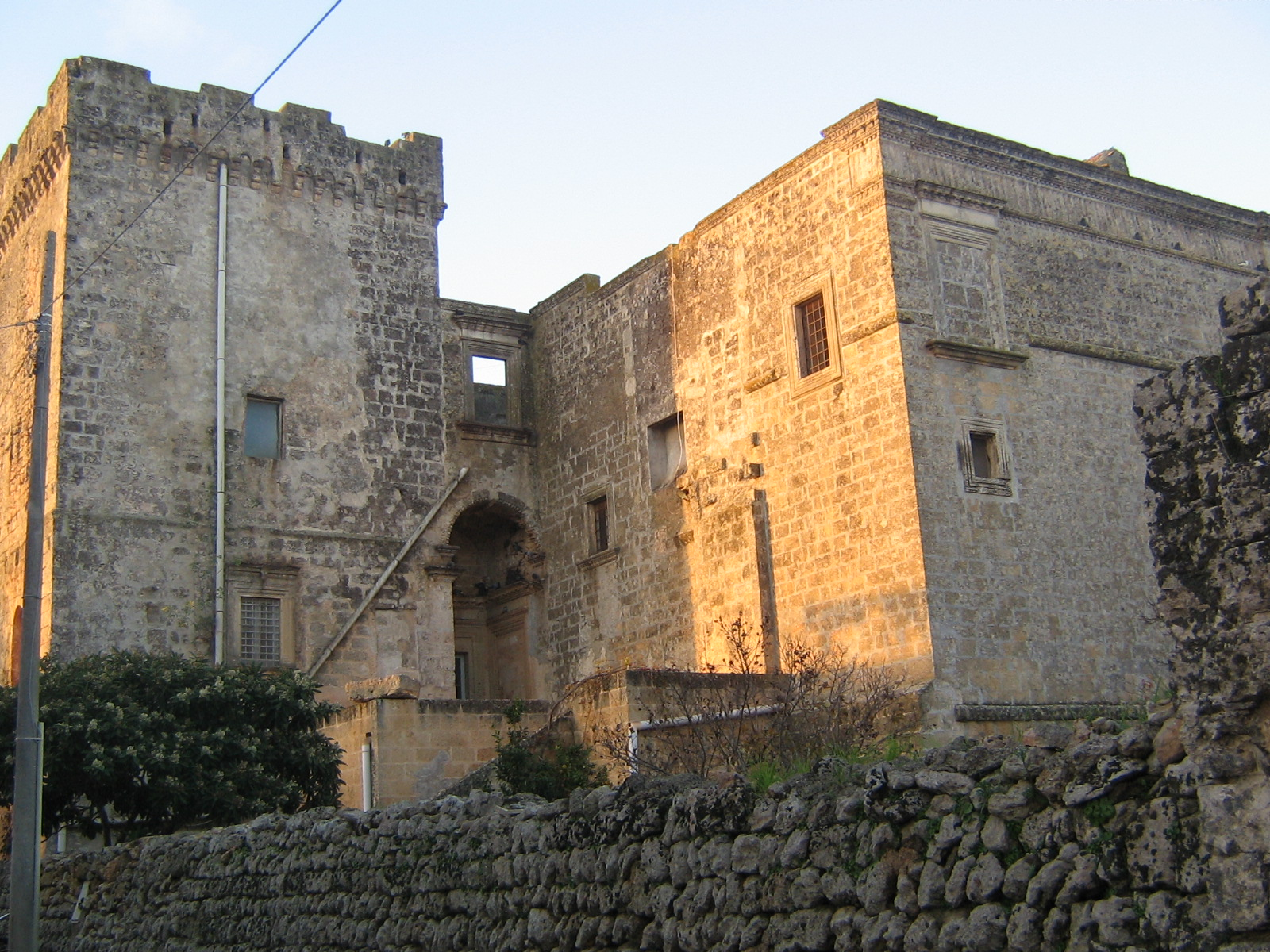
Il Castello dei Capece

- Castello dei Capece, o palazzo baronale dei Capece, fu edificato nel XVI secolo dalla famiglia Castriota Scanderbeg, come ampliamento dell'originaria torre di epoca normanna. La torre, a pianta quadrata, è coronata da beccatelli ed è provvista di merlature. L'edificio subì numerosi rifacimenti nel corso dei secoli da parte delle famiglie feudatarie che ne ebbero il possesso. La residenza, composta da ventidue stanze distribuite su due piani, presenta un severo prospetto rinascimentale, caratterizzato da elementi decorativi a motivo geometrico che adornano gli architravi e le cornici. La parte sommitale della struttura è coronata da un fregio composto da una serie di scanalature verticali racchiuse in una cornice di dentelli, il tutto intervallato da cinque capitelli di lesena.

### Altro
- Colonna di sant'Antonio da Padova, eretta nel 1921.
- Murale "Girolamo Comi e Tina Lambrini", realizzato nel 2023 dalla street artist Elisabetta Venneri (in arte Sbretzy) in collaborazione con l'associazione "Tina Lambrini- Casa Comi".
- Murale dedicato al personaggio estroso e bizzarro di Papa Galeazzo, realizzato dalla street artist Elisabetta Venneri in collaborazione con l'associazione "Tina Lambrini - Casa Comi".

## Cultura

### Eventi
- Festa e fiera della Madonna Addolorata - terza domenica di settembre

## Economia
L'economia è ancora imperniata sull'agricoltura, ma anche su attività manifatturiere, commerciali e di trasformazione; tra le colture agricole primeggia quella dell'ulivo. Attività caratterizzante l'economia locale è la lavorazione della creta, favorita dalla presenza nel territorio di sedimenti di argilla di diverso colore particolarmente adatti all'arte figula.

## Infrastrutture e trasporti

### Strade
Lucugnano è interessato dalla Strada statale 275 di Santa Maria di Leuca e dalla Strada provinciale 75, Specchia-Lucugnano-Tricase.

### Ferrovie
La frazione è servita dalla stazione di Tricase, posta sulla linea Maglie-Gagliano del Capo, gestita dalle Ferrovie del Sud Est.